# KF Erzeni Shijak
Klubi Futbollit Erzeni Shijak is een Albanese voetbalclub uit Shijak. De club werd opgericht in 1931 en nam in 1946 voor het eerst deel aan de Kategoria Superiore. In 2008-2009 degradeerde de club naar de tweede divisie, de Kategoria e parë. De thuiswedstrijden werkt de club af in het Stadiumi Tefik Jashari.
Apolonia ·
Besa · 
Burreli ·
Erzeni ·
Flamurtari · 
Kastrioti ·
Korabi · 
Kukësi ·
Lushnja ·
Pogradeci ·
Valbona ·
Vora